# Paula Yates
Paula Elizabeth Yates (24 de abril de 1959 - 17 de setembro de 2000). Nascida em Colwyn Bay, North Wales, Inglaterra, foi apresentadora de televisão e escritora. Ganhou notoriedade na década de 1980 ao apresentar os programas The Tube e The Big Breakfast, no Channel 4.
Em 1986, casou-se com Bob Geldof, mentor do Live 8, com quem teve três filhas: Fifi Trixibelle, Peaches Honeybloom e Pixie. Mais tarde, Paula o deixou para se juntar ao vocalista dos INXS Michael Hutchence, que havia conhecido numa entrevista para o programa The Big Breakfast.
Paula teve uma filha com Michael Hutchence - Tiger Lily Hutchence - e, quando este morreu em 1997, Geldof foi para tribunal com o objetivo de obter a custódia legal da menina. Quando Paula morreu de overdose, Geldof tornou-se guardião legal da filha de Yates e Hutchence, criando-a juntamente com as suas três meias-irmãs.
Em 17 de Setembro de 2000, Yates foi encontrada morta, pela própria filha, Tiger, na época com 4 anos de idade, em sua casa em Londres, na idade de 41, de uma overdose acidental de heroína. O juiz determinou que não foi um suicídio, mas um resultado de "tolo e imprudente" comportamento.
A polícia não soube informar a causa da morte, e alegou não ter encontrado qualquer sinal de violência.

## Livros de sua autoria
- Rock Stars in Their Underpants (1980)
- A Tail of Two Kitties (1983)
- Blondes (1983)
- Sex With Paula Yates (1986)
- The Fun Starts Here (1990)
- The Fun Don't Stop: Loads of Rip-roaring Activities for You and Your Toddler (1991)
- And the Fun Goes On: A Practical Guide to Playing and Learning with Your Pre-school Child (1991)
- Village People (1993)